# Gubernator (powieść)
Gubernator (ang. All the King's Men) – powieść Roberta Penn Warrena, należąca do kanonu literatury amerykańskiej. Akcja toczy się w latach 30. XX wieku; narratorem jest Jack Burden, dziennikarz i przyjaciel tytułowego gubernatora Willa Starka – nie jest podane jakiego stanu – a zarazem alter ego autora. Te dwie postacie, Burden i Stark, tworzą duet, na którym opiera się fabuła książki. W 2006 r. na podstawie książki nakręcono film, pt. Wszyscy ludzie króla.